# کلستیپول
کلستیپول (انگلیسی: Colestipol) یک ترکیب اسید صفراوی است که برای کاهش کلسترول خون، به‌ویژه لیپوپروتئین با چگالی کم (LDL) استفاده می‌شود. همچنین برای کاهش حجم مدفوع و دفعات مدفوع و در درمان اسهال مزمن استفاده می شود.

مانند کلستیرامین، کلستیپول با به دام انداختن اسیدهای صفراوی و جلوگیری از جذب مجدد آنها در روده عمل می کند. این دارو منجر به کاهش گردش خون داخل کبدی اسیدهای صفراوی، افزایش سنتز اسیدهای صفراوی جدید توسط کبد از کلسترول، کاهش کلسترول کبد، افزایش بیان گیرنده LDL و کاهش LDL در خون می شود.

## اثرات جانبی
- اختلالات دستگاه گوارش، به ویژه یبوست (خفیف، گاهی شدید).
- گاهی سنتز VLDL و تری گلیسیرید افزایش می یابد

## تداخل
این دارو می‌تواند به تعدادی از داروها و مواد مغذی موجود در روده متصل شود و جذب آنها را مهار یا به تاخیر بیندازد. چنین موادی عبارتند از:
- دیورتیک های تیازیدی، فوروزماید
- جمفیبروزیل
- بنزیل پنی سیلین، تتراسایکلین
- دیگوکسین
- ویتامین های محلول در چربی (A، D، E، K)

## موارد منع مصرف
کلستیپول در هیپرتری گلیسیریدمی (سطح بالای تری گلیسیرید در خون) منع مصرف دارد.